# Тваринництво України (журнал)
«Твари́нництво Украї́ни» — науково-виробничий щомісячний журнал Міністерства сільського господарства УРСР, що виходив українською мовою з 1926 року (до 1935 в Харкові, потім у Києві). Спочатку мав назву — «Українське скотарство», з 1931року — «Соціалістичне тваринництво України», у 1934—1941 і 1945—1963 роках — «Соціалістичне тваринництво». Від 1964 року виходить під назвою «Тваринництво України». Видавався видавництвом «Урожай». Редакція містилася в будинку на вулиці Леніна, № 23.
Журнал розкривав досягнення науки й передового досвіду в тваринництві та кормовиробництві, пропагував і висвітлював результати соціалістичного змагання трудівників ферм та комплексів по підвищенню ефективності виробництва і якості роботи. Окремі розділи присвячено питанням технології і механізації виробництва, економіки, племінної роботи, заготівлі й приготування кормів, годівлі тварин, ветеринарії, розвитку дрібних галузей (рибництва, кролівництва, бджільництва та інших).